# (1933) Tinchen
(1933) Tinchen (aussi nommé 1972 AC) est un astéroïde de la ceinture principale, découvert le 14 janvier 1972 par Luboš Kohoutek à Bergedorf, en Allemagne.